# 謝廷敬
謝廷敬（1532年—？），字宗文，號鳳岐，湖廣承天府沔陽州景陵縣民籍，江西吉安府安福縣人，明朝政治人物。

## 生平
嘉靖四十三年（1564年）甲子科湖廣鄉試第五十名舉人，隆慶二年（1568年）中式戊辰科會試第五十七名，三甲第二百九十九名進士。授行人司行人，升刑部主事，升郎中。

## 家族
曾祖謝恢綸；祖父謝寶；父謝孔仁，母彭氏。具慶下。弟謝廷敕、謝廷教。